# INS Jafa (1998)
INS Jafa (hebr.) אח"י יפו, (ang.) INS Yaffo – izraelski kuter rakietowy z końca XX wieku, jedna z dziesięciu jednostek typu Sa’ar 4,5. Okręt został zwodowany w 1998 roku w stoczni Israel Shipyards w Hajfie, a do służby w Marynarce Wojennej Izraela wszedł 1 lipca 1998 roku. Jednostka nadal znajduje się w składzie floty (stan na 2018 rok).

## Projekt i budowa
Kutry rakietowe typu Sa’ar 4,5 stanowiły powiększoną wersję jednostek typu Sa’ar 4. Nowe okręty były dłuższe w celu zabrania powiększonego zestawu uzbrojenia.
INS „Jafa” został zbudowany w stoczni Israel Shipyards w Hajfie. Okręt został zwodowany w 1998 roku i ukończony w ciągu kilku miesięcy.

## Dane taktyczno-techniczne

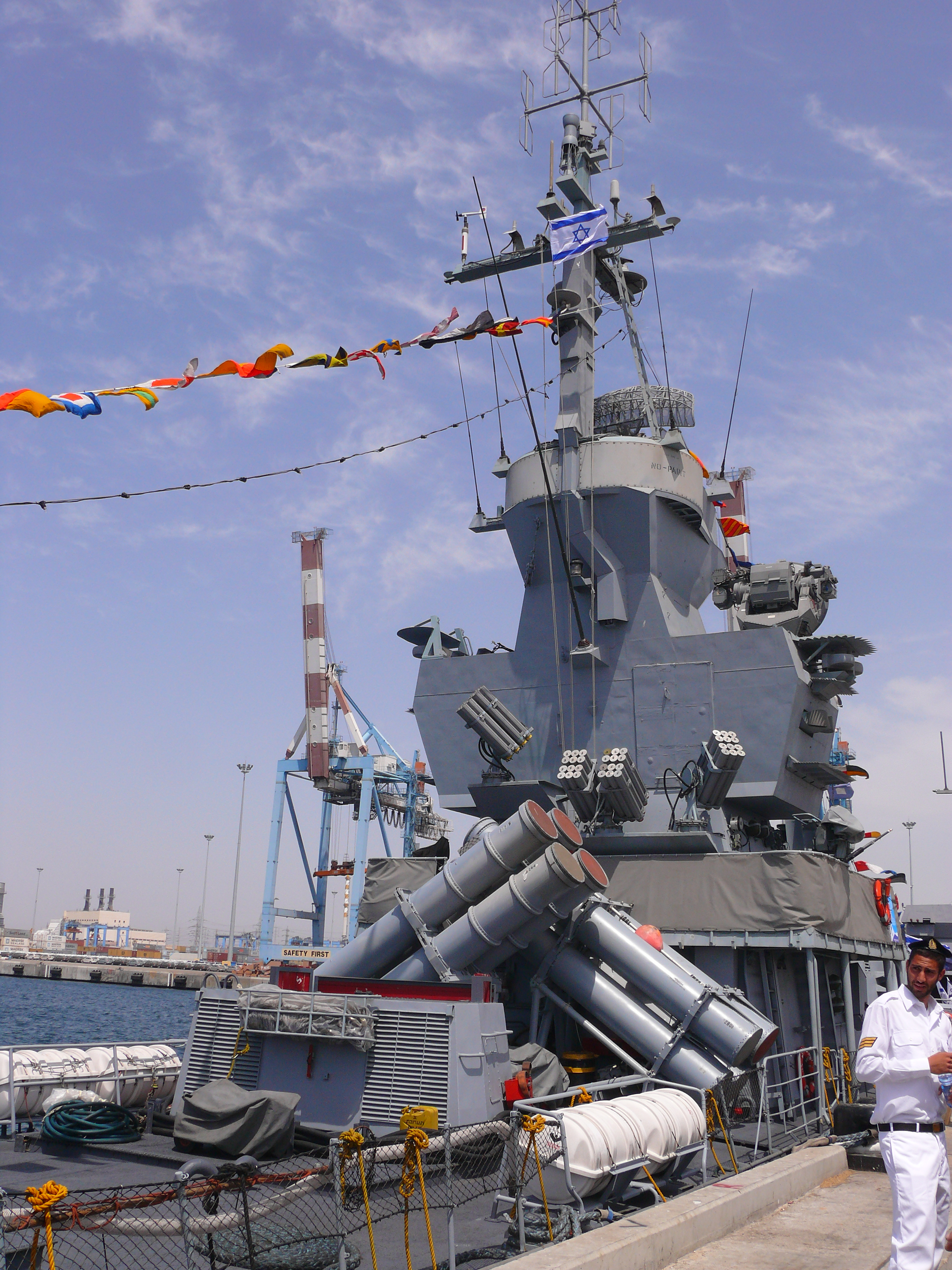
Wyrzutnie rakiet Harpoon na pokładzie bliźniaczego kutra „Tarshish” w 2009 r.

Okręt jest kutrem rakietowym o długości całkowitej 61,7 metra, szerokości 7,6 metra i zanurzeniu 2,5 metra. Jednostka ma gładkopokładowy kadłub, krótką nadbudówkę usytuowaną przed śródokręciem i wysoką wolną burtę. Wyporność pełna wynosi 488 ton. Siłownię okrętu stanowią cztery silniki wysokoprężne MTU 16V538 TB93 o łącznej mocy 16 600 KM, napędzające poprzez wały napędowe cztery śruby. Maksymalna prędkość jednostki wynosi 31 węzłów. Zasięg wynosi 3000 Mm przy prędkości 17 węzłów lub 1500 Mm przy 30 węzłach.
Główne uzbrojenie okrętu stanowią dwie czteroprowadnicowe wyrzutnie amerykańskich przeciwokrętowych pocisków rakietowych Harpoon, umieszczone bezpośrednio za nadbudówką. Pocisk rozwija prędkość 0,9 Ma, masa głowicy bojowej wynosi 227 kg, a maksymalny zasięg sięga 130 km. Za wyrzutniami rakiet Harpoon umieszczono sześć pojedynczych wyrzutni izraelskich przeciwokrętowych pocisków rakietowych Gabriel Mark II. Pocisk rozwija prędkość 0,7 Ma, masa głowicy bojowej wynosi 75 kg, a maksymalny zasięg sięga 36 km. Za nimi zamontowano pionowe wyrzutnie rakiet plot. Barak 1 (ośmioprowadnicowe kontenery na 16 lub 32 pociski) o zasięgu 10 km, prędkości 2 Ma i masie głowicy bojowej 22 kg.
Uzbrojenie artyleryjskie jednostki składa się z umieszczonej na rufie w wieży pojedynczej armaty uniwersalnej OTO Melara kalibru 76 mm L/62. Maksymalny kąt podniesienia lufy wynosi 85°, masa naboju 6 kg, donośność 16 000 metrów, a szybkostrzelność 85 strz./min. Broń małokalibrową stanowią dwa pojedyncze działka plot. Oerlikon kal. 20 mm (o szybkostrzelności 900 strz./min i zasięgu 2000 m) i jedno podwójne lub poczwórne stanowisko wkm kal. 12,7 mm. W części dziobowej umieszczono 6-lufowy system artyleryjski obrony bezpośredniej Phalanx Mark 15 kal. 20 mm. Szybkostrzelność zestawu sięga 3000 strz./min, a zasięg 1500 m.
Wyposażenie radioelektroniczne obejmuje m.in. radar nawigacyjny Thomson-CSF TH-D 1040 Neptune, radar kontroli ognia Elta EL/M-222 1 GM STGR i system rozpoznawczy Elisra NS 9003/5. Na pokładzie umieszczono też wyrzutnie pocisków zakłóceń pasywnych Elbit Deseaver.
Załoga okrętu składa się z 53 oficerów, podoficerów i marynarzy.

## Służba
INS „Jafa” został wcielony do służby w Marynarce Wojennej Izraela 1 lipca 1998 roku. Okręt nadal służy w izraelskiej flocie (stan na 2018 rok) .